# Magyarország az 1970-es fedett pályás atlétikai Európa-bajnokságon
Magyarország az ausztriai Bécsben megrendezett 1970-es fedett pályás atlétikai Európa-bajnokság egyik részt vevő nemzete volt. Az ország a versenyen 8 sportolóval képviseltette magát.

## Eredmények

### Férfi
| Versenyző       | Versenyszám | Előfutam | Előfutam | Előfutam | Elődöntő | Elődöntő | Elődöntő | Döntő   | Döntő    |
| Versenyző       | Versenyszám | Idő      | Hely.    | Össz.    | Idő      | Hely.    | Össz.    | Idő     | Helyezés |
| --------------- | ----------- | -------- | -------- | -------- | -------- | -------- | -------- | ------- | -------- |
| Milassin Lóránd | 60 m gát    | 8,1      | 2.       | 6.       | kiesett  | kiesett  | kiesett  | kiesett | kiesett  |

| Versenyző       | Versenyszám | Selejtező | Selejtező | Döntő    | Döntő    |
| Versenyző       | Versenyszám | Eredmény  | Helyezés  | Eredmény | Helyezés |
| --------------- | ----------- | --------- | --------- | -------- | -------- |
| Major István    | Magasugrás  |           |           | 208 cm   | 11.      |
| Schulek Ágoston | Rúdugrás    |           |           | 480 cm   | 9.       |
| Kalocsai Henrik | Távolugrás  |           |           | 773 cm   | 6.       |
| Czifra Zoltán   | Hármasugrás |           |           | 16,35 m  | 5.       |

### Női
| Versenyző      | Versenyszám | Előfutam | Előfutam | Előfutam | Elődöntő | Elődöntő | Elődöntő | Döntő   | Döntő    |
| Versenyző      | Versenyszám | Idő      | Hely.    | Össz.    | Idő      | Hely.    | Össz.    | Idő     | Helyezés |
| -------------- | ----------- | -------- | -------- | -------- | -------- | -------- | -------- | ------- | -------- |
| Balogh Katalin | 60 m gát    | 8,7      | 5.       | 10.      | kiesett  | kiesett  | kiesett  | kiesett | kiesett  |

| Versenyző      | Versenyszám | Selejtező | Selejtező | Döntő    | Döntő    |
| Versenyző      | Versenyszám | Eredmény  | Helyezés  | Eredmény | Helyezés |
| -------------- | ----------- | --------- | --------- | -------- | -------- |
| Komka Magdolna | Magasugrás  |           |           | 173 cm   | 7.       |
| Gulyás Ágota   | Távolugrás  |           |           | 604 cm   | 15.      |